# Synsepalum gabonense
Synsepalum gabonense là một loài thực vật có hoa trong họ Hồng xiêm. Loài này được (Aubrév. & Pellegr.) T.D.Penn. miêu tả khoa học đầu tiên năm 1991.